# 京急ファインテック
株式会社京急ファインテック（けいきゅうファインテック、英: Keikyu Fine-tec CO., LTD.）は、京浜急行電鉄（京急）グループの現業子会社。

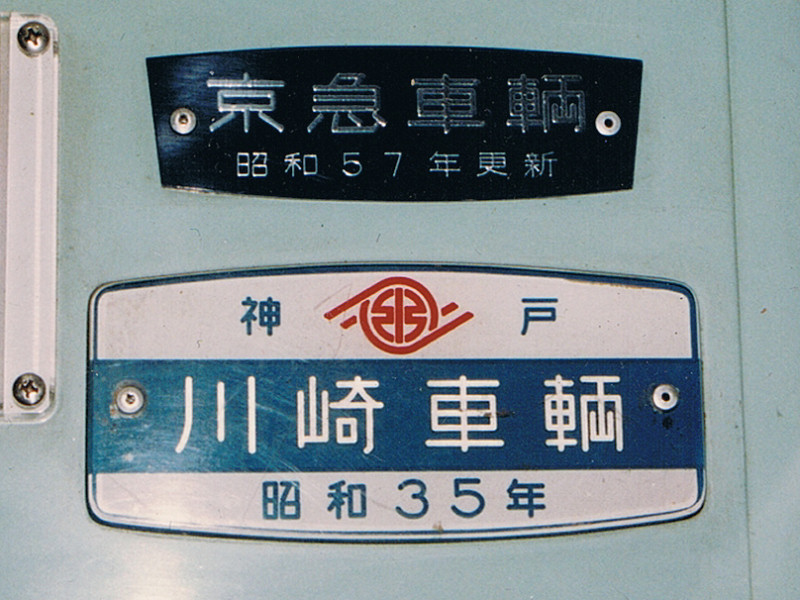
京急車輌工業時代の車内銘板（上）
（京成1000形電車）

## 概要
業務内容は鉄道車両および自動車の整備・改修、また車椅子用スロープ「ラクープ」などの福祉機器、トレース用ELライト「らんぷシート」なども手がける。ISO 14001（環境マネジメントの国際規格）取得済。

## 沿革
京急整備
- 1943年（昭和18年）7月5日 湘南自動車工業株式会社設立
- 1954年（昭和29年） 中央交通工業株式会社に商号変更
- 1964年（昭和39年） 京急整備株式会社に商号変更

京浜自動車工業
- 1948年（昭和23年）10月2日 京浜自動車工業株式会社設立
  - （資本金：300千円）
  - 本社：東京都港区芝高輪南町17番地
  - 久木工場：横須賀市逗子382番地（1949年1月から貸借、1952年金沢区に移転）

- 1967年（昭和42年）2月 京急整備株式会社を合併し京急自動車工業株式会社に商号変更

- 1978年（昭和53年）11月 京急車輌工業株式会社に商号変更
- 2001年（平成13年）4月1日 株式会社京急ファインテックに商号変更[5][3]
- 2019年（令和元年）9月4日 本店を東京都港区高輪二丁目21番28号から金沢事業所のある横浜市金沢区六浦東二丁目1番1号に移転。

## 金沢事業所
交通技術部が置かれている。主に京急グループのバス（京浜急行バスなど）を中心として、車両の整備点検や改造および車体更新などを行っている。また、時刻表や駅名標等、鉄道サインの製作を行う部門もある。

## 久里浜事業所
鉄道車両部が置かれている。もともとは1963年に開設された京浜急行電鉄久里浜工場であったが、京急本社による子会社への委託方針により、2001年（平成13年）4月から京急ファインテックが管理運営を行うことになった。また、それ以前から京急で廃車になった車両の他社への売却整備も行っている。2018年（平成30年）4月に京浜急行電鉄直営に戻り、京急ファインテックへの委託は終了した。
なお鉄道車両の整備については、京急の車両のほか、東京都交通局（都営地下鉄浅草線）、横浜シーサイドライン、湘南モノレールなど他社局の業務も多く受託している。